# Championnat de Bulgarie de football 2004-2005
Navigation
Saison précédente Saison suivante
La saison 2004-2005 du Championnat de Bulgarie de football était la 81e édition du championnat de première division en Bulgarie. Les 16 meilleurs clubs du pays se retrouvent au sein d'une poule unique, la A Professionnal Football League, où ils s'affrontent deux fois, à domicile et à l'extérieur. À l'issue du championnat, les trois derniers du classement sont relégués et remplacés par les trois premiers de deuxième division.
C'est le FK CSKA Sofia qui remporte la compétition en terminant du championnat. C'est le 30e titre de champion de Bulgarie de l'histoire du club.

## Les 14 clubs participants
| - PFK Levski Sofia - FK CSKA Sofia - Lokomotiv Plovdiv - Litex Lovech - Naftex Burgas - PFC Slavia Sofia - Beroe Stara Zagora - Promu de D2 - Belassitza Petritch | - Lokomotiv Sofia - Vidima-Rakovski Sevlievo - Cherno More Varna - Pirin Blagoevgrad - Promu de D2 - PFC Nesebar - Promu de D2 - Spartak Varna - Marek Dupnitsa - Rodopa Smoljan |

## Compétition

### Classement
Le barème utilisé pour établir le classement est le suivant :
- Victoire : 3 points
- Match nul : 1 point
- Défaite : 0 point

| Rang | Équipe                   | Pts | J  | G  | N  | P  | Bp | Bc | Diff |
| ---- | ------------------------ | --- | -- | -- | -- | -- | -- | -- | ---- |
| 1    | FK CSKA Sofia            | 79  | 30 | 25 | 4  | 1  | 81 | 16 | +65  |
| 2    | PFK Levski Sofia C       | 76  | 30 | 24 | 4  | 2  | 76 | 19 | +57  |
| 3    | Lokomotiv Plovdiv T      | 58  | 30 | 18 | 4  | 8  | 65 | 34 | +31  |
| 4    | Litex Lovech             | 52  | 30 | 16 | 4  | 10 | 45 | 27 | +18  |
| 5    | PFC Slavia Sofia         | 48  | 30 | 13 | 9  | 8  | 43 | 33 | +10  |
| 6    | Lokomotiv Sofia -3       | 46  | 30 | 14 | 7  | 9  | 43 | 35 | +8   |
| 7    | Naftex Burgas            | 35  | 30 | 10 | 5  | 15 | 24 | 38 | -14  |
| 8    | Cherno More Varna        | 35  | 30 | 10 | 5  | 15 | 30 | 38 | -8   |
| 9    | Marek Dupnitsa           | 35  | 30 | 9  | 8  | 13 | 34 | 44 | -10  |
| 10   | Beroe Stara Zagora P     | 35  | 30 | 9  | 8  | 13 | 32 | 36 | -4   |
| 11   | Belassitza Petritch      | 34  | 30 | 9  | 7  | 14 | 25 | 48 | -23  |
| 12   | Rodopa Smoljan           | 33  | 30 | 9  | 6  | 15 | 33 | 43 | -10  |
| 13   | Pirin Blagoevgrad P      | 33  | 30 | 7  | 12 | 11 | 31 | 40 | -9   |
| 14   | Vidima-Rakovski Sevlievo | 32  | 30 | 9  | 5  | 16 | 32 | 51 | -19  |
| 15   | PFC Nesebar P            | 17  | 30 | 5  | 5  | 20 | 26 | 63 | -37  |
| 16   | Spartak Varna            | 16  | 30 | 5  | 3  | 22 | 18 | 73 | -55  |

|  | Qualification pour la Ligue des clubs champions 2005-2006                                |
|  | Qualification pour la Coupe UEFA 2005-2006                                               |
|  | Relégation en 2e division                                                                |
|  | T : Tenant du titre C : Vainqueur de la Coupe de Bulgarie P : Promu de deuxième division |

- Le Lokomotiv Sofia reçoit une pénalité de 3 points pour salaires impayés à un ancien joueur, Alex Arruda.

## Bilan de la saison
| Championnat de Bulgarie de football 2004-2005              |                           |
| Champion                                                   | FK CSKA Sofia (30e titre) |
| Coupes et trophées                                         |                           |
| Vainqueur de la Coupe de Bulgarie 2004-2005                | PFK Levski Sofia          |
| Qualifications continentales                               |                           |
| Ligue des clubs champions 2005-2006 (2e tour préliminaire) | FK CSKA Sofia             |
| Coupe UEFA 2005-2006                                       | Lokomotiv Plovdiv         |
| Coupe UEFA 2005-2006                                       | PFK Levski Sofia          |
| Coupe UEFA 2005-2006                                       | Litex Lovech              |
| Promotions et relégations                                  |                           |
| Promus en A PFL                                            | Botev Plovdiv             |
| Promus en A PFL                                            | Pirin Blagoevgrad 1922    |
| Promus en A PFL                                            | Vihren Sandanski          |
| Relégués en B PFL                                          | Vidima-Rakovski Sevlievo  |
| Relégués en B PFL                                          | PFC Nesebar               |
| Relégués en B PFL                                          | Spartak Varna             |